# District de Xai-Xai
Le district de Xai-Xai est une subdivision administrative de la province de Gaza au nord du Mozambique. En 2007, sa population est de 188 720 habitants.

## Source de la traduction
- (en) Cet article est partiellement ou en totalité issu de l’article de Wikipédia en anglais intitulé « Xai-Xai District » (voir la liste des auteurs).